# Hallaphis bamendae
Hallaphis bamendae är en insektsart. Hallaphis bamendae ingår i släktet Hallaphis och familjen långrörsbladlöss. Inga underarter finns listade i Catalogue of Life.